# Adriano Malori
Adriano Malori (Parma, 28 gennaio 1988) è un ex ciclista su strada e pistard italiano.
Campione del mondo Under-23 a cronometro nel 2008, è stato professionista dal 2010 al 2017. In carriera ha vinto tre titoli nazionali Elite a cronometro e la medaglia d'argento di specialità ai campionati del mondo 2015 di Richmond.

## Carriera

### Gli esordi
Nel 1995 cominciò a correre nella categoria Giovanissimi. Nel 2002, tra gli Esordienti, vinse il GP Fabbi Imola all'Autodromo Enzo e Dino Ferrari di Imola. Nel 2003, nella categoria Allievi, arrivò la prima vittoria di prestigio nella Lugo-San Marino, competizione in cui sfiorò il successo anche l'anno successivo, quando giunse secondo. La prima vittoria della categoria Juniores risale invece al 2005, con il primo posto conquistato nel Memorial Leonardo Massaro. Già l'anno seguente Malori vinse il primo campionato italiano Juniores a cronometro, in Friuli-Venezia Giulia, arrivando inoltre secondo nella gara su strada della medesima categoria. A Valkenburg aan de Geul giunse terzo nella cronometro individuale del campionato europeo su strada.
Nel 2007 passò nella categoria Under-23 e si riconfermò campione italiano a cronometro a Novi Ligure; si classificò inoltre terzo, nella stessa specialità, al campionato europeo a Sofia. Nel 2008 confermò la supremazia nelle gare contro il tempo tra gli Under-23, vincendo il titolo italiano a Bergamo, quello europeo a Stresa e quello mondiale a Varese. L'anno dopo ottenne un'altra affermazione aggiudicandosi la medaglia d'oro della cronometro individuale ai Giochi del Mediterraneo a Pescara.

### 2010-2013: gli anni alla Lampre
Nel 2010 passa professionista con la Lampre-Farnese Vini; in luglio partecipa al Tour de France, classificandosi ultimo a circa quattro ore e mezza dal vincitore Alberto Contador. L'anno dopo ottiene la sua prima vittoria da professionista in una tappa a cronometro della Settimana Internazionale di Coppi e Bartali. Sempre nello stesso anno diventa campione italiano élite a cronometro. Partecipa poi al Tour de France, e al termine della sesta tappa, con arrivo a Lisieux, si aggiudica il premio di combattivo di giornata grazie ad una fuga di 220 km (solitaria nell'ultima parte) esauritasi a pochi chilometri dall'arrivo.
Nel 2012 veste la maglia rosa al termine della sesta tappa del Giro d'Italia con arrivo a Porto Sant'Elpidio, in cui si classifica secondo, tenendo però il primato per un solo giorno. Giunge inoltre al secondo posto dietro a Dario Cataldo ai campionati italiani a cronometro; in stagione non ottiene successi. Nel 2013 vince la cronometro nella quarta tappa della Settimana Internazionale di Coppi e Bartali. A maggio fa sua la quarta tappa a Schierling sempre a cronometro, conquistando così la classifica generale della Bayern-Rundfahrt diventando il primo italiano a vincere la breve corsa a tappe tedesca.

### Dal 2014: Movistar
Nel 2014 si trasferisce al Movistar Team; in stagione diventa campione nazionale élite a cronometro per la seconda volta in carriera. Nello stesso anno ottiene la prima vittoria all'interno del circuito World Tour, nella cronometro di San Benedetto del Tronto alla Tirreno-Adriatico, il primo successo in linea, nella tappa conclusiva della Route du Sud, e la prima tappa di un grande Giro, conquistando la cronometro finale della Vuelta a España. In particolare, la cronometro vinta alla Tirreno-Adriatico fu accolta con grande soddisfazione dalla stampa italiana, poiché il corridore emiliano riuscì - sia pur sulla distanza breve di 9km - ad anticipare Fabian Cancellara, Bradley Wiggins e Tony Martin, ritenuti i migliori corridori dell'epoca nelle prove contro il tempo.
Nel giugno 2015 si conferma campione italiano a cronometro, partecipando poi al Tour de France in appoggio ai capitani Nairo Quintana e Alejandro Valverde. A settembre è al via della prova inaugurale dei campionati mondiali di ciclismo, la cronometro a squadre, dove conquista il bronzo con la Movistar. Tre giorni dopo, è al via della prova a cronometro individuale, partendo come un outsider nei confronti dei più quotati Tony Martin, Tom Dumoulin e Rohan Dennis. Grazie ad un'ottima prova, e complici le cattive prestazioni dei favoriti, conquista la medaglia d'argento con soli 9" di ritardo dal vincitore, il bielorusso Vasil' Kiryenka, dopo una gara in rimonta. Grazie a questa medaglia riporta l'Italia sul podio iridato di specialità 21 anni dopo Andrea Chiurato.

### Dal 2016: il grave infortunio e il ritiro
Il 22 gennaio 2016, mentre è impegnato al Tour de San Luis, cade rovinosamente a terra battendo violentemente la testa tanto da finire in coma farmacologico. Il recupero dall'incidente è lungo e difficoltoso e solo a settembre, al Grand Prix Cycliste de Québec, riesce a rientrare in gara.
Il ritorno alle gare dura meno di tre settimane: durante la Milano-Torino, a circa 50 km dal traguardo, è coinvolto in una caduta rompendosi una clavicola. Si conclude così la sua travagliata stagione agonistica 2016.
Nel 2017 cerca di rientrare alle corse ma con scarsi successi, ritirandosi ad entrambe le gare a cui partecipa. Il 10 luglio, durante il primo giorno di riposo del Tour de France, annuncia il proprio ritiro dall'attività agonistica.
Ritiratosi dalle competizioni, prosegue la sua carriera nelle due ruote iniziando gli studi per diventare preparatore. A luglio 2018 inaugura uno studio nella sua città natale, Traversetolo.

## Palmarès

### Strada
- 2005 (Juniores)

Memorial Leonardo Massaro
- 2006 (Juniores)

Campionati italiani, Prova a cronometro Juniores
- 2007 (Dilettanti Elite/Under-23, Filmop-Ramonda-Parolin)

Campionati regionali veneti, Prova a cronometro (San Vendemiano)
Campionati italiani, Prova a cronometro Under-23 (Novi Ligure)
- 2008 (Dilettanti Elite/Under-23, Filmop-Ramonda-Bottoli)

Trofeo Edilizia Mogetta
Campionati regionali veneti, Prova a cronometro (San Vendemiano)
Campionati italiani, Prova a cronometro Under-23 (Bergamo)
Campionati europei, Prova a cronometro Under-23 (Stresa)
Trofeo Città di Castelfidardo
Chrono Champenois
Campionati del mondo, Prova a cronometro Under-23 (Varese)
- 2009 (Dilettanti Elite/Under-23, Bottoli-Nordelettrica-Ramonda)

Gran Premio Camon
Campionati regionali veneti, Prova a cronometro (San Pietro Viminario)
1ª tappa Giro Ciclistico Pesche Nettarine di Romagna (Mordano, cronometro)
XVI Giochi del Mediterraneo, Prova a cronometro (Pescara)
Chrono Champenois
Circuito Molinese - Memorial Silvio Angeleri
- 2011 (Lampre-ISD, due vittorie)

4ª tappa Settimana Internazionale di Coppi e Bartali (Crevalcore, cronometro)
Campionati italiani, Prova a cronometro
- 2013 (Lampre-Merida, tre vittorie)

4ª tappa Settimana Internazionale di Coppi e Bartali (Crevalcore, cronometro)
4ª tappa Bayern-Rundfahrt (Schierling, cronometro)
Classifica generale Bayern-Rundfahrt
- 2014 (Movistar Team, cinque vittorie)

5ª tappa Tour de San Luis (San Luis, cronometro)
7ª tappa Tirreno-Adriatico (San Benedetto del Tronto, cronometro)
3ª tappa Route du Sud (Saint-Gaudens > Castres)
Campionati italiani, Prova a cronometro
21ª tappa Vuelta a España (Santiago di Compostela, cronometro)
- 2015 (Movistar Team, cinque vittorie)

5ª tappa Tour de San Luis (San Luis, cronometro)
Prologo Tirreno-Adriatico (Lido di Camaiore, cronometro)
3ª tappa Circuit de la Sarthe (Angers > Angers, cronometro)
Campionati italiani, Prova a cronometro
4ª tappa Tour du Poitou-Charentes (Monts-sur-Guesnes > Loudun, cronometro)

### Altri successi
- 2006 (Juniores)

Classifica scalatori Giro della Toscana
- 2009 (Dilettanti Elite/Under-23, Bottoli-Nordelettrica-Ramonda)

1ª tappa, 1ª semitappa Giro della Valle d'Aosta (Abondance > Pont-Saint-Martin, cronosquadre)
- 2010 (Lampre - Farnese Vini)

Classifica giovani Bayern Rundfahrt
- 2014 (Movistar Team)

1ª tappa Vuelta a España (Jerez de la Frontera, cronosquadre)

### Pista
- 2006 (Juniores)

Campionati italiani, Inseguimento a squadra Juniores (con Francesco Barattieri, Simone Frigato e Raffaele Maccari)

## Piazzamenti

### Grandi Giri
- Giro d'Italia

2012: 68º
2014: 121º
- Tour de France

2010: 167º
2011: 91º
2013: ritirato (7ª tappa)
2015: 107º
- Vuelta a España

2014: 114º

### Classiche monumento
- Milano-Sanremo

2013: 51º
2015: 90º
- Parigi-Roubaix

2011: ritirato
2015: ritirato

### Competizioni mondiali
- Campionati del mondo su strada

Spa 2006 - In linea Juniores: 61º
Stoccarda 2007 - Cronometro Under-23: 5º
Varese 2008 - In linea Under-23: 55º
Varese 2008 - Cronometro Under-23: vincitore
Mendrisio 2009 - Cronometro Under-23: 5º
Copenaghen 2011 - Cronometro Elite: 24º
Limburgo 2012 - Cronosquadre: 28º
Limburgo 2012 - Cronometro Elite: 10º
Toscana 2013 - Cronosquadre: 17º
Toscana 2013 - Cronometro Elite: 8º
Ponferrada 2014 - Cronosquadre: 6º
Ponferrada 2014 - Cronometro Elite: 6º
Richmond 2015 - Cronosquadre: 3º
Richmond 2015 - Cronometro Elite: 2º

### Competizioni europee
- Campionati europei

Valkenburg 2006 - Cronometro Juniores: 3°
Valkenburg 2006 - In linea Juniores: 6°
Sofia 2007 - Cronometro Under-23: 3°
Sofia 2007 - In linea Under-23: ritirato
Verbania 2008 - Cronometro Under-23: vincitore

## Riconoscimenti
- Premio Italia under 23 nel 2008 e 2009
- Premio Bici al Chiodo nel 2018